# Aluvión zoológico
Aluvión zoológico es una expresión discriminatoria que fue utilizada para calificar a los simpatizantes del peronismo en la Argentina y que fue pronunciado por primera vez en 1947 por el entonces diputado nacional Ernesto Sammartino, perteneciente a la Unión Cívica Radical.

## El uso del término "aluvión zoológico"
La expresión correspondió al diputado radical Ernesto Sammartino en la Cámara de Diputados del Congreso Nacional, el 7 de agosto de 1947, dentro de la ya instalada antinomia peronismo-antiperonismo, cuando textualmente dijo: 

El aluvión zoológico del 24 de febrero parece haber arrojado a algún diputado a su banca, para que desde ella maúlle a los astros por una dieta de 2.500 pesos. Que siga maullando, que a mí no me molesta.

Con posterioridad Sammartino explicó que con su expresión no se refería a los simpatizantes peronistas, sino a: "los núcleos de activistas, organizados o inorgánicos, que no representaban al auténtico pueblo de la Nación, y que en la búsqueda de la justicia social no titubearon en denigrar la libertad".
La reacción del peronismo no se hizo esperar y el diputado fue expulsado de la Cámara de Diputados y abandono el país hacia Uruguay donde permaneció hasta el golpe de Estado Revolución Libertadora, en 1955, que derrocó a Perón.

## Discriminación política y racismo
El término “aluvión zoológico” fue parte de un contexto de discriminación de tipo racista vinculada al enfrentamiento entre peronistas y antiperonistas en la política argentina.
El peronismo emergió como un complejo movimiento político entre 1943 y 1946. Más allá de sus implicancias políticas, el peronismo se conformó sobre la base del apoyo de gran parte de los antiguos sindicatos socialistas y sindicalistas revolucionarios, y de un nuevo sector de obreros industriales que se venía formando desde la década de 1930, mayoritariamente integrado por migrantes internos provenientes de áreas rurales y zonas del país donde la herencia indígena era más evidente y la inmigración europea tuvo un menor peso relativo.
De ese modo el enfrentamiento entre peronistas y antiperonistas adquirió de inmediato un claro contenido de discriminación racista que fue fomentado por los dirigentes políticos de aquella época. Adicionalmente, las conductas de discriminación racista involucran fuertemente la pertenencia de clase: en el caso del peronismo se vinculaba más fuertemente con los sectores bajos y obreros y, en el caso del antiperonismo, a los sectores medios y altos de la sociedad argentina.
Otros términos que se utilizan de modo discriminatorio para referirse a los simpatizantes peronistas son:
- “negros”: se suele utilizar en una estructura relacionada con una mala palabra: “negros de mierda”; también es habitual su uso en las relaciones laborales argentinas para referirse al personal de una empresa: “los negros”;[6][8][9][10][11]
- “negrita”: es común su uso despectivo para referirse a una mujer trabajadora y “sin clase”: “es una negrita”;
- “negrada”: “la negrada” es un modo de designar al sector social que apoya al peronismo, o a la clase trabajadora o baja; también se utiliza para referirse a un acto desagradable, que no debe ser imitado por “gente decente”: “eso es una negrada”;
- “cabecitas negras”;ya tratado más arriba, para atribuirlo despectivamente a los simpatizantes del peronismo, generalmente asociado con los términos despectivos «negro» y «grasa».[8] El cuento de Germán Rozenmacher titulado precisamente Cabecita negra refleja con gran realismo las relaciones racistas que establecieron las clases medias de Buenos Aires con las nuevas clases trabajadores procedentes de las provincias, en el marco del conflicto peronismo-antiperonismo.[9]
- “grasas”: en este caso el término ha desbordado su origen político para atribuirlo a todo aquel que no comparta códigos “refinados” y “europeos”.

El discurso discriminatorio se ha relacionado también con el hecho de que el personal de servicio doméstico (“las mucamas”, o “sirvientas”, en el lenguaje coloquial), debido a la irrupción del peronismo, perdieron la actitud sumisa ante sus empleadores, hecho al que se le asigna gran importancia negativa, que se reflejó, entre otras manifestaciones en el mito del niño asado, que se difundió masivamente en los años '50, que contaba que una "sirvienta" había matado a un niño de clase alta y se lo sirvió en una bandeja rodeado de papas a los padres, causando que la madre enloqueciera y el padre la matara.
De manera relacionada con el hecho anterior, las conductas discriminatorias relacionadas con el peronismo han cuestionado la circunstancia de que los obreros, a partir de su surgimiento, comenzaron a mirar a sus empleadores a los ojos, asignándole también consecuencias muy negativas a este comportamiento, para una buena convivencia social.
En la década del 1970, el humorista argentino Landrú, recopiló de manera cómica muchos de estos términos, en una sección que se denominaba “Gente como Uno” y era publicada por la revista Tía Vicenta.

## Utilización ampliada del término

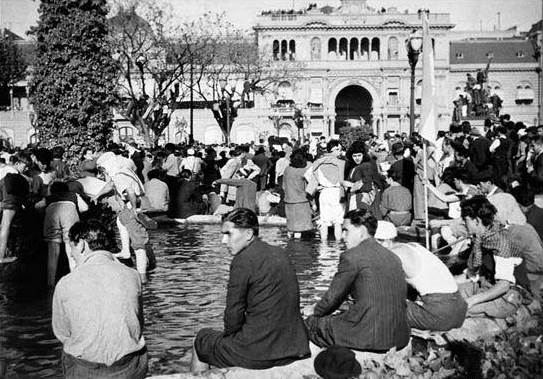
Las patas en la fuente, famosa foto del 17 de octubre de 1945.

El geógrafo argentino Rodolfo Bertoncello ha utilizado recientemente la expresión pánico al aluvión zoológico, para cuestionar las propuestas neomalthusianas que "frente a problemas como el hambre y la pobreza, el deterioro ambiental y el agotamiento de los recursos, hacen un planteo contundente... bloquear el crecimiento poblacional, en especial en los países más pobres".
En un artículo la periodista rosarina Marcela Isaías del diario La Capital comparó a los turistas de todo el mundo que se mojan los pies en la fuente central del Museo del Louvre en París, con la de los manifestantes peronistas el 17 de octubre de 1945 que hicieron lo mismo en la Plaza de Mayo y merecieron el mote de animales por esa conducta. Para expresar esa duplicidad de criterios, el artículo fue gráficamente titulado Aluvión zoológico en París e incluye una interesante foto de los turistas con los pies en la fuente ubicada al lado de la famosa pirámide del Louvre, en un evidente contrapunto con la famosa foto del 17 de octubre conocida como "Con las patas en la fuente" (ver ambas fotos aquí y aquí).
El investigador en ciencias de la comunicación (UBA) Marcelo R. Pereyra subtituló como Otro aluvión zoológico un artículo sobre los actuales procesos de criminalización y marginalidad que se producen en la Argentina. En ese artículo escribe Pereyra:

Las muchedumbres de manifestantes, provenientes de los suburbios pobres, que llegan semana tras semana hasta el "corazón de la city porteña" son presentadas por los medios como una horda peligrosa que sitia la ciudad. El imaginario de un "aluvión zoológico" que invade un territorio que no le pertenece continúa tan vigente como lo estuvo el 17 de octubre de 1945, cuando los obreros peronistas arribaron a la Plaza de Mayo para reclamar la libertad de su líder.

En agosto de 2020 el dirigente peronista Axel Kicillof, parafraseando a la frase de Sanmartino, utilizó el término aluvión psiquiátrico para referirse a los opositores que manifestaron días antes contra la cuarentena, en el contexto de la pandemia de COVID-19. Al respecto, recibió numerosas críticas por estigmatizar a los pacientes con patologías mentales.